# Lacrosse w Polsce
Lacrosse w Polsce – lacrosse jest dyscypliną mało znaną w Polsce. W 2011 w Polsce istniało 7 drużyn: Poznań Hussars, Kosynierzy Wrocław, Grom Warszawa, Ravens Łódź, Legion Katowice, Kraków Dragons oraz Spartans Oświęcim. Dwa pierwsze zespoły są inicjatorami tej dyscypliny w Polsce. Jako pierwszy powstał zespół z Poznania w grudniu 2007 roku, zespół z Wrocławia w marcu 2008, Grom Warszawa w sierpniu 2008, Kraków Knights w listopadzie 2009 (obecnie Kraków Lacrosse Kings), Legion Katowice w marcu 2010 (obecnie AZS Legion Katowice), Ravens Łódź w sierpniu 2010, a Spartans Oświęcim w sierpniu 2011 roku. W przeszłości istniały i występowały w Polskiej Lidze Lacrosse takie drużyny jak: Korsarze Trójmiasto, Ułani Lublin. Drużyny próbowano założyć w Szczecinie (Dragoni Szczecin) oraz Koninie (Bad Boys Konin) – jednak z powodu braku chętnych do gry oba kluby zaniechały dalszej działalności. Podejmowano próbę wskrzeszenia zespołu w Lublinie(Ułani Lublin).
Polska otrzymała pomoc od US Lacrosse, Międzynarodowej Federacji Lacrosse oraz Europejskiej Federacji Lacrosse.
W 2006 roku we wrześniu oraz październiku w Krakowie rozegrano dwa mecze lacrosse. Zastosowano własnoręcznie zrobione kije z drewna oraz rozgrywano je na indiańskich zasadach. Mecze te zorganizował „Klub Miłośników Rdzennej Ludności Ameryki Północnej i Południowej”.

## Rozgrywki o mistrzostwo Polski

### Sezony zakończone

#### Sezon 2010/2011
| Drużyna            | M. | Pkt | Z | P | Br+ | Br− | Br.r |
| ------------------ | -- | --- | - | - | --- | --- | ---- |
| Poznań Hussars     | 6  | 15  | 5 | 1 | 79  | 29  | +50  |
| Kosynierzy Wrocław | 6  | 12  | 4 | 2 | 51  | 25  | +26  |
| Grom Warszawa      | 6  | 9   | 3 | 3 | 42  | 48  | -6   |
| Kraków Knights     | 6  | 0   | 0 | 6 | 23  | 93  | -70  |

#### Sezon 2011/2012
| Drużyna            | M. | Pkt | Z | P | Br+ | Br− | Br.r |
| ------------------ | -- | --- | - | - | --- | --- | ---- |
| Kosynierzy Wrocław | 8  | 7   | 7 | 1 | 94  | 30  | +64  |
| Poznań Hussars     | 8  | 7   | 7 | 1 | 89  | 25  | +64  |
| Grom Warszawa      | 8  | 3   | 3 | 5 | 43  | 60  | -17  |
| Kraków Dragons     | 8  | 3   | 3 | 5 | 48  | 63  | -15  |
| Ravens Łódź        | 8  | 0   | 0 | 8 | 29  | 125 | -96  |

### Sezon 2012/2013

#### Tabela
| Drużyna              | M. | Pkt | Z | P | Br+ | Br− | Br.r |
| -------------------- | -- | --- | - | - | --- | --- | ---- |
| Kosynierzy Wrocław   | 6  | 12  | 6 | 0 | 108 | 17  | +91  |
| LC Spartans Oświęcim | 6  | 10  | 4 | 2 | 45  | 19  | +26  |
| Grom Warszawa        | 6  | 10  | 4 | 2 | 67  | 35  | +32  |
| Kraków Kings         | 6  | 9   | 3 | 3 | 37  | 47  | -10  |
| Poznań Hussars       | 6  | 9   | 3 | 3 | 61  | 30  | +31  |
| Ravens Łódź          | 6  | 6   | 1 | 5 | 30  | 80  | -50  |
| AZS Legion Katowice  | 6  | 6   | 0 | 6 | 1   | 118 | -117 |

#### Terminarz
16/09/2012
- Ravens Łódź – Poznań Hussars 19:3 (4:2, 4:0, 4:1, 7:0)

22/09/2012
- Spartans Oświęcim – Grom Warszawa 15:2 (3:1, 3:1, 5:0, 4:0)
- Legion Katowice – Kosynierzy Wrocław 0:30 (0:8, 0:6, 0:8, 0:8)

13/10/2012
- Spartans Oświęcim – Kosynierzy Wrocław 2:11 (0:5, 0:1, 1:3, 1:2)
- Poznań Hussars – Legion Katowice 22:0 (5:0, 6:0, 3:0, 8:0)

14/10/2012
- Kraków Kings – Ravens Łódź 11:7 (0:2, 3:2, 4:3, 4:0)

27/10/2012
- Kraków Kings – Poznań Hussars 6:5 (0:2, 0:1, 3:0, 3:2)
- Kosynierzy Wrocław – Grom Warszawa 11:8 (4:1, 0:4, 4:2, 3:1)

28/10/2012
- Legion Katowice – Oświęcim Spartans 0:11 (0:2, 0:3, 0:2, 0:4)

10/11/2012
- Grom Warszawa – Kraków Kings 11:1 (3:0, 5:1, 1:0, 2:0)
- Ravens Łódź – Legion Katowice 13:1 (4:0, 2:0, 6:1, 1:0)

11/11/2012
- Poznań Hussars – Kosynierzy Wrocław 5:9 (2:2, 1:2, 0:3, 2:2)

17/11/2012
- Grom Warszawa – Poznań Hussars 9:6 (0:2, 4:0, 3:1, 2:3)
- Kosynierzy Wrocław – Ravens Łódź 27:2 (9:0, 5:0, 8:1, 5:1)

18/11/2012
- Spartans Oświęcim – Kraków Kings 4:2 (2:1, 0:0, 1:0, 1:1)

16/03/2013
- Ravens Łódź – Spartans Oświęcim 0:10 (WO)

23/03/2013
- Kosynierzy Wrocław – Kraków Kings 20:0 (7:0, 5:0, 4:0, 4:0)

24/03/2013
- Legion Katowice – Grom Warszawa 0:25 (0:7, 0:5, 0:6, 0:7)

06/04/2013
- Poznań Hussars – Spartans Oświęcim 4:3 (1:1, 0:0, 3:0, 0:2)
- Grom Warszawa – Ravens Łódź 12:5 (2:1, 3:1, 5:1, 1:2)

07/04/2013
- Kraków Kings – Legion Katowice 17:0 (5:0, 7:0, 3:0, 2:0)

PLAYOFF
16/04/2013
- Kraków Kings – Kosynierzy Wrocław 1:23 (0:7, 0:9, 0:4, 1:3)

28/04/2013
- Kosynierzy Wrocław – Kraków Kings 7:3 (3:0, 3:1, 0:1, 1:1)

13/04/2013
- Grom Warszawa – Spartans Oświęcim 5:2 (0:0, 1:0, 2:2, 2:0)

28/04/2013
- Spartans Oświęcim – Grom Warszawa 6:7 (?:?, 6:4,?:?, 0:3)

Weekend Mistrzów Polskiej Ligi Lacrosse – Oświęcim
25/05/2013
Finał
- Kosynierzy Wrocław – Grom Warszawa

## Mecze oraz turnieje
Pierwsze mecze w historii Polskiego lacrosse odbywały się pomiędzy dwoma drużynami Poznań Hussars i Kosynierzy Wrocław, gdyż były to wtedy jedyne istniejące drużyny w Polsce.
- Pierwszy mecz w historii polskiego lacrosse odbył się we Wrocławiu 17 kwietnia 2008 pomiędzy Kosynierzy Wrocław a Poznań Hussars. Mecz zakończył się remisem 5:5[4]
- Drugi mecz pomiędzy dwoma polskimi drużynami odbyło się na turnieju box lacrosse w Pradze pomiędzy Poznań Hussars: Kosynierzy Wrocław zakończył się wynikiem 4:1[5]
- Trzeci mecz odbył się 16 listopada 2008 w Poznaniu. Mecz wygrała drużyna z Poznania 3:2[6]
- Czwarty mecz odbył się 13 grudnia we Wrocławiu. Mecz zakończył się wynikiem 6:5 dla drużyny z Wrocławia[7]

### I Polski Turniej Lacrosse
28 marca 2009 r. odbył się na boisku na Warszawskim Bemowie, zorganizowany przez warszawską drużynę, pierwszy ogólnopolski turniej lacrosse. Pierwsze miejsce zajęła drużyna Poznań Hussars, drugie miejsce zajęli Kosynierzy Wrocław, zaś debiutujący gracze z Gromu Warszawa zajęli trzecie miejsce. Turniej nadzorował oraz sędziował Amerykanin Christian Arnold, trener drużyny uniwersyteckiej z Dublina.
Wyniki:
- Poznań Hussars – Kosynierzy Wrocław 10:3[8]
- Poznań Hussars – Grom Warszawa 6:2
- Grom Warszawa – Kosynierzy Wrocław 2:7

Tabela
| Miejsce | Drużyna            | Punkty | Bramki zdobyte | Bramki stracone |
| ------- | ------------------ | ------ | -------------- | --------------- |
| 1       | Poznań Hussars     | 6      | 16             | 5               |
| 2       | Kosynierzy Wrocław | 3      | 10             | 12              |
| 3       | Grom Warszawa      | 0      | 4              | 13              |

### Poznań OPEN
Dnia 2-3 maja w Poznaniu odbył się turnie z udziałem czterech drużyn: Poznań Hussars, Kosynierzy Wrocław, Grom Warszawa oraz drużyna z Niemiec Cottbus Canibals.
Wyniki:
- Poznań Hussars – Cottbus Canibals 5:6[9]
- Grom Warszawa – Kosynierzy Wrocław 1:10
- Kosynierzy Wrocław – Poznań Hussars 4:4
- Cottbus Canibals – Grom Warszawa 14:1
- Grom Warszawa – Poznań Hussars 1:8
- Kosynierzy Wrocław – Cottbus Canibals 2:0

Tabela
| Miejsce | Drużyna            | Punkty | Bramki zdobyte | Bramki stracone |
| ------- | ------------------ | ------ | -------------- | --------------- |
| 1       | Kosynierzy Wrocław | 7      | 16             | 5               |
| 2       | Cottbus Canibals   | 6      | 20             | 8               |
| 3       | Poznań Hussars     | 4      | 17             | 11              |
| 4       | Grom Warszawa      | 0      | 3              | 32              |

### Turniej w Poznaniu
Turniej odbył się w dniach 7-8 listopada 2009 roku w Poznaniu odbył się 3. w historii Polski turniej lacrosse. Udział wzięły cztery drużyny: Poznań Hussars, Kosynierzy Wrocław, Grom Warszawa oraz rezerwowa drużyna Poznań Hussars B. Pierwszego dnia turnieju rozegrano mecz kontrolny pomiędzy Reprezentacją Polski a „Resztą Świata”. Mecz ten zakończył się wynikiem 4:4. Natomiast drugiego dnia rozegrano pozostałe mecze:
- Kosynierzy – Grom 6:0
- Hussars A – Kosynierzy 7:1
- Hussars B – Grom 0:6
- Hussars B – Kosynierzy 0:5
- Hussars A – Grom 5:0

| Miejsce | Drużyna            | PRC   | Bramki zdobyte | Bramki stracone |
| ------- | ------------------ | ----- | -------------- | --------------- |
| 1       | Poznań Hussars A   | 1.000 | 12             | 1               |
| 2       | Kosynierzy Wrocław | 0.666 | 12             | 7               |
| 3       | Grom Warszawa      | 0.333 | 6              | 11              |
| 4       | Poznań Hussars B   | 0.000 | 0              | 11              |

### Turniej ligowy Poznań 2010
Turniej ten odbył się w dniu 27 marca 2010 roku. Był to pierwszy turniej lacrosse w sezonie 2010. W turnieju wzięły udział trzy drużyny: Poznań Hussars, Kosynierzy Wrocław oraz Grom Warszawa.
- Hussars – Grom 9:4
- Hussars – Kosynierzy 3:2
- Grom – Kosynierzy 7:6

| Miejsce | Drużyna            | Punkty | Bramki zdobyte | Bramki stracone |
| ------- | ------------------ | ------ | -------------- | --------------- |
| 1       | Poznań Hussars     | 6      | 12             | 6               |
| 2       | Grom Warszawa      | 3      | 11             | 15              |
| 3       | Kosynierzy Wrocław | 0      | 8              | 10              |

### Poznań OPEN 2010
24 i 25 kwietnia 2010 roku w Poznaniu odbył się turniej Poznań OPEN 2010 w którym udział wzięły 3 drużyny: Poznań Hussars, Kosynierzy Wrocław i Grom Warszawa (wspierana przez pięciu zawodników drużyny Kraków Knights). Każda drużyna rozegrał po dwa z pozostałymi drużynami. Pierwszego dnia rozegrano pierwsze mecze oraz odbył się trening Reprezentacji Polski. Natomiast drugiego dnia rozegrano rewanże. Zwyciężyła drużyna z Poznania, drugie miejsce zajęła drużyna Kosynierzy Wrocław, a trzecie Grom Warszawa.
- Kosynierzy – Grom 13:2
- Hussars – Grom 6:1
- Hussars – Kosynierzy 3:1
- Grom – Kosynierzy 0:5
- Grom – Hussars 5:11
- Kosynierzy – Hussars 2:2

| Miejsce | Drużyna            | Punkty | Bramki zdobyte | Bramki stracone |
| ------- | ------------------ | ------ | -------------- | --------------- |
| 1       | Poznań Hussars     | 10     | 22             | 9               |
| 2       | Kosynierzy Wrocław | 7      | 21             | 7               |
| 3       | Grom Warszawa      | 0      | 8              | 35              |

### Silesia Cup
W maju 2010 roku został rozegrany w Polsce pierwszy turniej Silesia Cup. Jest to turniej organizowany przez drużynę Kosynierzy Wrocław. W latach 2011 oraz 2012 miały miejsce jego kolejne edycje. Jest to obecnie największy turniej lacrosse organizowany w Polsce.

## Reprezentacja Polski
Trenerem Polski jest Christian Zwickert. Jego asystentami są: Chris Burdick, Chip Casto, Robb Chambers oraz Jim Masica. Managerem jest Bob Bieschke, a lekarzem dr Douglas Wright.

### Zgrupowanie
W dniach 9-11 października na warszawskiej Białołęce odbyło się pierwsze zgrupowanie reprezentacji Polski, w którym udział wzięło 49 zawodników. Podczas tego zgrupowania wyłoniono 26 osobowy skład reprezentacji
Ostatniego dnia zgrupowania na boisku przy ulicy Picassa w Białołęce rozegrano pierwszy oficjalny mecz polskiej reprezentacji. Rywalami Polski była reprezentacja Łotwy. Polska przegrała mecz 2:16. Bramki dla Polski zdobyli Michał Woźnica oraz Chris Perzinski

### Inne mecze reprezentacji
13 grudnia Polska wzięła udział w towarzyskim turnieju lacrosse w Wiedniu wraz z reprezentacją Austrii oraz Słowacji.
- Austria – Polska 12:3
- Austria – Słowacja 8:5
- Słowacja – Polska 6:1

| Miejsce | Drużyna  | Wygrane | Przegrane | Bramki zdobyte | Bramki stracone |
| ------- | -------- | ------- | --------- | -------------- | --------------- |
| 1       | Austria  | 2       | 0         | 20             | 8               |
| 2       | Słowacja | 1       | 1         | 11             | 9               |
| 3       | Polska   | 0       | 2         | 4              | 18              |

17 i 18 kwietnia reprezentacja Polski wzięła udział w turnieju Tricksters Cup rozgrywanym w Bratysławie. Polska zajęła w nim ostatecznie 3 miejsce wygrywając 2 mecze.
- Polska 4 – 3 Graz Gladiators
- Polska 0 – 15 Austria
- Polska 7 – 0 LC Kosice Knights
- Polska 1 – 9 Słowacja

| Miejsce | Drużyna           |
| ------- | ----------------- |
| 1       | Austria           |
| 2       | Słowacja          |
| 3       | Polska            |
| 4       | Graz Gladiators   |
| 5       | LC Kosice Knights |